# Irina Gordiejewa
Irina Andriejewna Gordiejewa, ros. Ирина Андреевна Гордеева; (ur. 9 października 1986 w Leningradzie) – rosyjska lekkoatletka specjalizująca się w skoku wzwyż.
Podczas mistrzostw świata juniorów młodszych w 2003 zajęła siódme miejsce, a rok później na mistrzostwach świata juniorów w Grosseto była dziewiąta. W 2005 w Kownie uplasowała się tuż za podium – na czwartym miejscu – mistrzostw Europy juniorów. Piąta zawodniczka halowych mistrzostw Europy w Turynie (2009). W 2010 nie awansowała do finału halowych mistrzostw świata oraz mistrzostw Europy. Na uniwersjadzie w 2011 w Shenzhen zajęła czwarte miejsce. W sezonie 2012 odpadła w eliminacjach halowych mistrzostw świata, zdobyła brązowy medal mistrzostw Europy oraz była finalistką igrzysk olimpijskich. Rok później była dziewiąta na mistrzostwach świata w Moskwie.
Medalistka mistrzostw Rosji oraz reprezentantka kraju w drużynowych mistrzostwach Europy.
Rekordy życiowe: stadion – 2,04 (19 sierpnia 2012, Eberstadt); hala – 2,01 (28 stycznia 2009, Chociebuż).

## Osiągnięcia
| Rok  | Impreza                                 | Miejsce    | Lokata            | Wynik |
| ---- | --------------------------------------- | ---------- | ----------------- | ----- |
| 2003 | Mistrzostwa świata juniorów młodszych   | Sherbrooke | 7. miejsce        | 1,74  |
| 2004 | Mistrzostwa świata juniorów             | Grosseto   | 9. miejsce        | 1,80  |
| 2005 | Mistrzostwa Europy juniorów             | Kowno      | 4. miejsce        | 1,82  |
| 2009 | Halowe mistrzostwa Europy               | Turyn      | 5. miejsce        | 1,92  |
| 2009 | Światowy finał lekkoatletyczny IAAF     | Saloniki   | 5. miejsce        | 1,94  |
| 2010 | Halowe mistrzostwa świata               | Doha       | el. – 10. miejsce | 1,89  |
| 2010 | Mistrzostwa Europy                      | Barcelona  | el. – 13. miejsce | 1,90  |
| 2011 | Superliga drużynowych mistrzostw Europy | Sztokholm  | 4. miejsce        | 1,89  |
| 2011 | Uniwersjada                             | Shenzhen   | 4. miejsce        | 1,86  |
| 2012 | Halowe mistrzostwa świata               | Stambuł    | el. – 9. miejsce  | 1,92  |
| 2012 | Mistrzostwa Europy                      | Helsinki   | 3. miejsce        | 1,92  |
| 2012 | Igrzyska olimpijskie                    | Londyn     | 10. miejsce       | 1,93  |
| 2013 | Mistrzostwa świata                      | Moskwa     | 9. miejsce        | 1,93  |
| 2014 | Halowe mistrzostwa świata               | Sopot      | el. – 13. miejsce | 1,92  |
| 2017 | Mistrzostwa świata                      | Londyn     | el. – 16. miejsce | 1,89  |